# (385185) 1993 RO
1993 أر أو (ويعرف أيضًا باسم (385185) 1993 أر أو وفق تسمية الكوكب الصغير) (بالإنجليزية: 1993 RO)‏ هو كويكب ضمن حزام الكويكبات؛ وترتيبه 385185 من حيث الاكتشاف.
اكتُشف هذا الجُرم الفلكي بواسطة ديفيد جويت في 14 سبتمبر 1993.

## وصلات خارجية
- (385185) 1993 RO في قاعدة بيانات مختبر الدفع النفاث لأجرام النظام الشمسي الصغيرة

- الاكتشاف · مخطط المدار ·  العناصر المدارية · المعلمات المادية

- (385185) 1993 RO على موقع ويكي سكاي: DSS2, SDSS, GALEX, IRAS, Hydrogen α, X-Ray, Astrophoto, Sky Map, Articles and images